# Huma Abedin

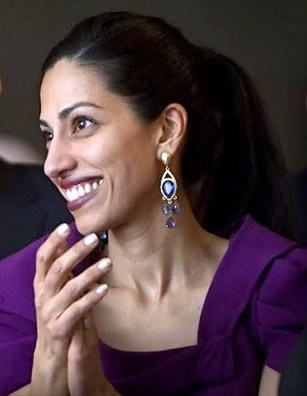
Huma Abedin in 2010

Huma Mahmood Abedin (Kalamazoo (Michigan), 28 juli 1976) is een Amerikaanse en vooral bekend als een van de belangrijkste medewerkers van Hillary Clinton.

## Levensloop
Abedin groeide op in een moslimgezin. Ze werd geboren in de Verenigde Staten, maar leefde het grootste deel van haar jeugd in Saoedi-Arabië.  Op haar achttiende verhuisde ze terug naar haar geboorteland en behaalde een Bachelor of Arts aan de George Washington-universiteit. Tijdens haar studie liep ze stage in het Witte Huis bij de staf van first lady Hillary Clinton. Ze ontwikkelde een goede band met Clinton en was enkele jaren de achtervang van Clintons persoonlijke assistent. Ten tijde van Clintons Senaatscampagne in 2000 had ze de rol van persoonlijke assistente overgenomen. Ook ten tijde van de Amerikaanse presidentsverkiezingen in 2008 stond ze Clinton bij. Zij heeft veel expertise wat betreft het Midden-Oosten en dient Clinton regelmatig van advies op dat terrein.
President Barack Obama benoemde Clinton in 2009 als minister van Buitenlandse Zaken. Clinton benoemde Abedin op haar beurt als haar vicestafchef. In die rol had zij het privilege om ook betaald advieswerk te doen voor Teneo, een consultantbureau met klanten als Coca-Cola en MF Global. Ook werkte ze voor de Clinton Foundation, de goededoelenorganisatie van de Clintons met een jaarlijkse omzet van meer dan honderd miljoen euro. In augustus 2016 bleek uit vrijgegeven e-mails dat grote donateurs van de Clinton Foundation via Abedin om gunsten of een afspraak met Clinton vroegen. Dit lag gevoelig omdat Clinton haar positie als minister zou kunnen gebruiken om haar donateurs te bevoordelen. Of daar sprake van was bleek niet uit die e-mails. Na Clintons terugtreden als minister van Buitenlandse Zaken in 2013 bleef Abedin werken voor de Foundation. In 2010 had Time haar al opgenomen in een lijst van veertig rijzende sterren in de politiek jonger dan veertig jaar.
Net als haar ouders hangt Abedin de islam aan. In juni 2012 suggereerden vijf Republikeinse Congresleden dat zij banden had met het Moslimbroederschap, maar deze beschuldigingen zijn nooit hard gemaakt en worden in het algemeen niet serieus genomen. Toen de Republikeinse presidentskandidaat Donald Trump voorstelde om moslims voortaan de toegang tot de Verenigde Staten te ontzeggen schreef zij een open brief waarin ze zichzelf 'een trotse moslim' noemde en de voorstellen van Trump afwees.
Abedin trad in juli 2010 in het huwelijk met lid van het Afgevaardigde Anthony Weiner. Bill Clinton sloot het huwelijk en zei destijds: "Ik heb maar één dochter, maar als ik een tweede dochter had, dan zou dat Huma zijn." In december 2011 kregen Abedin en Weiner een zoon. Op dat moment was Weiner al teruggetreden als Congreslid. In mei van dat jaar was er via zijn Twitter-account namelijk een link naar een foto van zijn erectie in een onderbroek verzonden. Er bleken meer foto's te zijn en Weiner stapte op. Twee jaar later maakte Weiner een goede kans op het burgemeesterschap van New York, maar nieuwe onthullingen over pikant sms-verkeer tussen hem en jongere vrouwen deden zijn kandidatuur echter de das om.
Hillary Clinton werd in 2016 gekozen als de Democratische kandidaat voor het presidentschap. Abedin was vicevoorzitter van haar campagnecomité. In augustus 2016 bleek haar man zich wederom schuldig te hebben gemaakt aan buitenechtelijk contact en Abedin besloot direct van hem te scheiden. Zowel door de kinderbescherming als door de FBI werd er een onderzoek naar haar ex-man ingesteld. Hun relatie werd zo ook een onderwerp in de campagne. Zo stelde Trump dat 'het onvoorzichtig was van Hillary Clinton om Weiner zo dicht in de buurt van geheime informatie te laten. Wie weet wat hij opgestoken heeft, en wie hij iets verteld heeft?'. Weiner werd in september 2017 veroordeeld tot 21 maanden cel.
Abedin publiceerde in 2021 haar autobiografie met de titel Both/And: A Life in Many Worlds.